# Гвоздь, Николай Петрович
Николай Петрович Гвоздь (9 июня 1937, Днепропетровск — 27 июня 2010, Киев) — советский и украинский бандурист. Народный артист Украинской ССР (1979).

## Биография
Родился 9 июня 1937 года в Днепропетровске. Окончил Днепропетровское музыкальное училище, а в 1963 году Киевскую консерваторию (класс А. Бобыря и М. Канерштейна). С 1963 года в капелле бандуристов. С 1978 года художественный руководитель Национальной капеллы бандуристов Украины.
Автор нотных сборников для бандуры.
Умер 27 июня 2010 года. Похоронен в Киеве на Байковом кладбище (участок № 33).

## Награды
Кавалер ордена «За заслуги» III степени (2003) и ордена «Ярослава Мудрого» V степени (2007).